# Eois haltima
Eois haltima är en fjärilsart som beskrevs av William Schaus 1901. Eois haltima ingår i släktet Eois och familjen mätare. Inga underarter finns listade i Catalogue of Life.